# 314 Rosalia
314 Rosalia là một tiểu hành tinh lớn ở vành đai chính. Nó được Auguste Charlois phát hiện ngày 01.9.1891 ở Nice. Không biết rõ nguồn gốc tên của nó.